# Чарльз Мак-Артур
Чарльз Мак-Артур (англ. Charles MacArthur, 5 листопада 1895, Скрентон, Пенсільванія, США — 21 квітня 1956, Нью-Йорк, Нью-Йорк, США) — американський драматург та сценарист.

## Біографія
Чарльз Гордон Мак-Артур, шостий серед семи дітей баптистського священика Вільяма Тельфера Мак-Артура і його дружина Джорджиани Вельстед Мак-Артур, народився 5 листопада 1895 року в Скрентоні, штат Пенсильванія. Його дитинство пройшло в поїздках, тому що МакАртура-старшого часто переводили з місця на місце.
Попри опір батька, який сподівався, що син теж стане священиком, юний Чарльз, ледь закінчивши школу, залишив рідну домівку і вирушив на Середніій Захід, де знайшов роботу репортером в газеті «The Oak Leaves», однієї з чиказьких газет, що належала двом його старшим братам. У 19 років, повний рішучості стати професійним журналістом, МакАртур поступив на службу в Бюро міських новин Чикаго. Коли вибухнула Перша світова війна, Чарльз вступив в армію і в складі 149-го артилерійського полку воював у Франції. У 1919-му він написав свою єдину книгу, «A Bug's Eye View of the War», про пригоди їхнього полку під час найжорстокіших і кровопролитних боїв в історії війни. Отримавши осколкове поранення, Чарльз повернувся в Чикаго до початку «сухого закону» і володіючи винахідливим і дотепним стилем, зарекомендував себе як один з найбільш відомих і популярних журналістів в місті. Його популярність росла, і МакАртур, нарешті, перебрався в Нью-Йорк в пошуках нових можливостей.
Такою можливістю став для нього Бродвей. Перший бродвейський успіх очікував молодого автора в 1926 році, з п'єсою «Лулу Белль», яку в 1948 році перетворили на відмінний фільм. В 1930 році на екрани вийшов перший досвід Мак-Артура як голлівудського сценариста, музичний фільм «Король джазу». За свою більш ніж піввікову кар'єру він створив сценарії для п'яти десятків кінокартин, чотири рази виступав як режисер і продюсер і двічі промайнув у своїх фільмах як актор. У 1936 році МакАртур став володарем премії «Оскар» за найкраще літературне першоджерело до драми «Негідник», і ще двічі, в 1934 і 1940 роках, претендував на премію кіноакадемії.
Перший шлюб Чарльза тривав менше двох років, і в 1922 році він вже розлучився. Вдруге його обраницею стала актриса Гелен Гейс. Вони одружилися в серпні 1928 року і залишалися разом до кінця його днів. Єдина дочка МакАртура, Мері, несподівано померла в 1949 році, у віці 19 років від поліомієліту. Чарльз МакАртур помер 21 квітня 1956 року в віці 60 років, в Нью-Йорку.

## Фільмографія

### Сценарист
- 1988: Перемикаючи канали / Switching Channels
- 1982: Останній спеціальний / Spéciale dernière
- 1974: Перша шпальта / The Front Page
- 1970: Перша шпальта / The Front Page
- 1967: Останній спеціальний / Spéciale dernière
- 1963: Репортер / Reporter
- 1962: Джамбо Біллі Роуза / Billy Rose's Jumbo
- 1955-56: / Ford Star Jubilee
- 1952-54: Бродвейський телевізійний театр / Broadway Television Theatre
- 1950: Ідеальні незнайомці / Perfect Strangers
- 1949-50: Перша шпальта / The Front Page
- 1948-51: Година театру Форда / The Ford Theatre Hour
- 1948: Перша шпальта / The Front Page
- 1948: Лулу Белль / Lulu Belle
- 1947: Сенатор був нестриманий / The Senator Was Indiscreet
- 1945: Перша шпальта / The Front Page
- 1941: Божевільний доктор / The Mad Doctor
- 1940: Його дівчина П'ятниця / His Girl Friday
- 1940: Я беру цю жінку / I Take This Woman
- 1939: Ганга Дін / Gunga Din
- 1939: Буремний перевал / Wuthering Heights
- 1938: Янголи з брудними обличчями / Angels with Dirty Faces
- 1937: Король гравців / King of Gamblers
- 1936: Замочити багатих / Soak the Rich
- 1935: Одного разу на блакитному місяці / Once in a Blue Moon
- 1935: Варварське узбережжя / Barbary Coast
- 1935: Весняний тонік / Spring Tonic
- 1935: Негідник / The Scoundrel
- 1934: Злочин без пристрасті / Crime Without Passion
- 1934: Президент зникає / The President Vanishes
- 1934: Вищий світ / Upperworld
- 1934: [[[Розривна течія (фільм)|Розривна течія]] / Riptide
- 1934: Двадцяте століття / Twentieth Century
- 1933: Топаз / Topaze
- 1932: Распутін та імператриця / Rasputin and the Empress
- 1932: Потвори / Freaks
- 1931: Любов у кожному порту / En cada puerto un amor
- 1931: Вбивчий загін / Homicide Squad
- 1931: Нові пригоди багатого-швидкого Воллінгфорда / New Adventures of Get Rich Quick Wallingford
- 1931: Гріх Мадлон Клоде / The Sin of Madelon Claudet
- 1931: Легкі мільйони / Quick Millions
- 1931: Перша шпальта / The Front Page
- 1931: Порочний сад / The Unholy Garden
- 1931: Чортові пірнальники / Hell Divers
- 1930: Дівчина, яка говорить «ні» / The Girl Said No
- 1930: Шлях моряка / Way for a Sailor
- 1930: Біллі Кід / Billy the Kid
- 1930: Король джазу / King of Jazz
- 1930: Плата / Paid
- 1930: Вулиця удачі / Street of Chance

### Режисер і продюсер
- 1936: Замочити багатих / Soak the Rich
- 1935: Одного разу на блакитному місяці / Once in a Blue Moon
- 1935: Негідник / The Scoundrel
- 1934: Злочин без пристрасті / Crime Without Passion

### Актор
- 1935: Негідник / The Scoundrel
- 1934: Злочин без пристрасті / Crime Without Passion